# Шипулин, Антон Владимирович
Анто́н Влади́мирович Шипу́лин (род. 21 августа 1987, Тюмень) — российский биатлонист, чемпион мира 2017 года в эстафете, шестикратный призёр чемпионатов мира. Обладатель малого Кубка мира в зачёте масс-стартов (2014-2015). Абсолютный чемпион Европы среди юниоров 2008. Двукратный победитель Гонки чемпионов в смешанной эстафете, двукратный победитель Гонки чемпионов в масс-старте. Заслуженный мастер спорта России. Завершил спортивную карьеру в 2018 году. Депутат Государственной Думы VII и VIII созывов, член фракции «Единая Россия» с 2019 года.
Из-за вторжения России на Украину находится под международными санкциями Евросоюза, США, Великобритании и ряда других стран.

## Биография
Родился в семье мастеров спорта по лыжным гонкам и биатлону — Владимира Ивановича Шипулина и Аллы Абушаевны Шипулиной (Абдюшевой). Начал заниматься с ранних лет, вначале под руководством отца занимался лыжными гонками, но, увидев однажды винтовку у занимающейся биатлоном старшей сестры, загорелся идеей попробовать свои силы в биатлоне. Тогда в 2002 году родители устроили сына в СДЮШОР Ханты-Мансийска к работавшему в то время со Светланой Слепцовой тренеру Михаилу Новикову, под руководством которого начал карьеру в биатлоне.
Через 2 года в 2004 году вернулся в родную Тюмень и поступил в Тюменский юридический институт. Одержав 2 победы на Европейском юношеском фестивале, обратил на себя внимание Владимира Путрова, тренера олимпийских чемпионов Юрия Кашкарова, Евгения Редькина и Александра Попова. Получив от Путрова предложение о сотрудничестве, в 2006 году Шипулин переехал к нему в Екатеринбург. Первую победу одержал в составе эстафеты на юниорском чемпионате мира 2006 года в американском Преск-Айле. Годом позже, в итальянском Валь-Мартелло стал серебряным призёром в индивидуальной гонке открыв счёт личным победам на международном уровне. На молодёжном чемпионате Европы 2007 года выиграл полный комплект наград: серебро в спринте, бронзу в преследовании и золото в эстафете. В 2008 году успешно выступил на юниорском чемпионате мира в Рупольдинге: первенствовал в спринте и преследовании, выдав серию из шести подряд рубежей на ноль; вместе с Дмитрием Блиновым, Павлом Магазеевым, Виктором Васильевым одержал победу в эстафете; в индивидуальной гонке допустил промах и стал серебряным призёром, где ему не хватило лишь 0,6 секунды. В том же 2008 году стал абсолютным чемпионом Европы, выиграв все 3 личные гонки и эстафету.
К сезону 2008/2009 готовился в составе сборной России под руководством Владимира Аликина. По результатам контрольных тренировок тренерский штаб принял решение, что сезон спортсмен начнёт со стартов в Кубке IBU. 20 декабря 2008 года в Мартель-валь-Мартелло в гонке преследования, стартовав с 18-й позиции с отставанием от лидера +2:07.0 сек., смог замкнуть тройку призёров. В 2009 году Аликин вызвал Шипулина на январские этапы Кубка мира. В Оберхофе 10 января 2009 года дебютировал в спринте и показал 72-е время. Следующим стартом в Кубке мира стала спринтерская гонка в Рупольдинге, где Антон на финише опять был 72-м. Невысокие результаты дебютанта Кубка мира были не только следствием перенесённого простудного заболевания, но и прежде всего обусловлены тем, что молодой организм не успел восстановиться после чрезмерных нагрузок во время сборов в национальной команде. Тогда тренерский штаб принял решение, что Антон не поедет на Чемпионат Мира 2009 в Пхёнчхан, а будет готовиться со своим личным тренером к Чемпионату Европы. Став в Уфе бронзовым призёром чемпионата Европы в спринте и эстафете, биатлонист опять получил право стартовать на этапах Кубка мира. Первые очки в зачёт Кубка мира заработал в гонке преследования по итогам которой стал 29-м. С 12 заработанными в преследовании очками спортсмен завершил сезон на 93 месте общего зачёта Кубка мира.
Олимпийский сезон 2009/2010 провёл достаточно уверенно, прежде всего это касалось стрельбы в которой преуспел до того, что стал лучшим снайпером в команде. На одном из этапов Кубка Мира лишь 0,1 секунды отделила его от первого подиума. По итогам сезона прочно занял своё место в основной сборной и позже вошёл в состав олимпийской сборной России по биатлону на Игры-2010 в Ванкувере, где в составе мужской эстафеты завоевал бронзовую медаль. Во всех личных гонках Ванкувера (за исключением индивидуальной гонки (36-е место)) он занял места в первой 30-ке.
По результатам зрительского голосования в программе «Золотой пьедестал», Шипулин одержал победу в итоговой борьбе с Виктором Аном и Александром Легковым. Признан лучшим спортсменом 2014 олимпийского года.
23 января 2018 года Международный Олимпийский комитет не допустил Шипулина до участия в Олимпийских играх в Пхёнчхане. По словам члена МОК Кристин Клостер, Шипулин не выполнил критерии МОК. Через два дня сам Антон на своей страничке в «Инстаграме» написал, что всегда был чист.
30 января 2018 года Шипулин стал доверенным лицом кандидата в президенты РФ Владимира Путина., а 2 февраля вступил в движение Putin Team, выступающее в поддержку Путина.
25 декабря 2018 года Шипулин заявил о том, что принял решение завершить спортивную карьеру, а Рождественская гонка стала для него последней.
В январе 2019 года заявил о намерении принять участвовать в праймериз «Единой России», которые пройдут в мае и, в случае победы, участвовать в довыборах в Государственную Думу в сентябре.

### Депутат Государственной Думы
В Единый День голосования, 8 сентября 2019 года, с результатом 41,57 % он одержал победу на дополнительных выборах депутатов Государственной Думы VII созыва по № 174 Серовскому избирательному округу в Свердловской области.
На выборах депутатов Государственной Думы VIII созыва 19 сентября 2021 года избран по тому же избирательному округу. Член Комитета Государственной Думы по физической культуре и спорту, является заместителем председателя комитета. Член фракции «Единая Россия».

### Центр подготовки биатлонистов им. Шипулина
В 2019 году на проектно-сметную документацию, вырубку леса и лыжероллерные трассы центра подготовки биатлонистов им. Шипулина было выделено 168,8 млн. руб. на территории массового захоронения жертв сталинских репрессий. По состоянию на февраль 2024 года оставалось найти финансирование под проект.

## Санкции
23 февраля 2022 года включён в санкционный список Евросоюза, так как «поддерживал и проводил действия и политику, которые подрывают территориальную целостность, суверенитет и независимость Украины, которые еще больше дестабилизируют Украину».
24 февраля 2022 года включён в санкционный список Канады «близких соратников режима» за голосование о признании независимости «так называемых республик в Донецке и Луганске».
24 марта 2022 года, на фоне вторжения России на Украину, включён в санкционный список США за «соучастие в войне Путина» и «поддержку усилий Кремля по вторжению в Украину», Госдеп США заявил что депутаты Госдумы используют свои полномочия для преследования инакомыслящих и политических оппонентов, нарушают свободу информации, ограничивают права человека и основные свободы граждан России.
Позднее, по аналогичным основаниям, включён в санкционные списки Великобритании, Швейцарии, Австралии, Украины, Японии и Новой Зеландии.

## Личная жизнь
С 20 июня 2015 года женат на Луизе Сабитовой. Сыновья Дмитрий (род. 15 декабря 2015 года) и Максим (род. 15 сентября 2020 года),  дочь Мира (род. 7 февраля 2019 года).

## Спортивная карьера

### Юниорские и молодёжные достижения
| Год  | Место проведения | Возраст | Инд | Спр | Пр | Эст |
| ---- | ---------------- | ------- | --- | --- | -- | --- |
| 2005 | ЧМ Контиолахти   | U19     | —   | 7   | 7  | 5   |
| 2006 | ЧМ Преск-Айл     | U19     | 18  | 33  | 17 | 1   |
| 2007 | ЧМ Валь-Мартелло | U21     | 2   | 11  | 5  | 7   |
| 2007 | ЧЕ Банско        | U21     | 5   | 2   | 3  | 1   |
| 2008 | ЧМ Рупольдинг    | U21     | 2   | 1   | 1  | 1   |
| 2008 | ЧЕ Нове-Место    | U21     | 1   | 1   | 1  | 1   |
| 2009 | ЧЕ Уфа           | U26     | 4   | 3   | 9  | 3   |

### Российские соревнования
- В декабре 2007 года Антон стал победителем «Ижевской винтовки» среди юниоров в индивидуальной гонке[40].
- 25 декабря 2009 года выиграл индивидуальную гонку на «Ижевской винтовке» и отобрался на январские этапы Кубка мира[41][42].
- 7 апреля 2012 года на «Гонке чемпионов» в Москве Антон стал серебряным призёром в масс-старте и также стал вторым в смешанной эстафете (в паре со своей сестрой Анастасией Кузьминой)[43].
- В марте 2013 года выиграл серебряную медаль в Мегамасс-старте на международном турнире «Открытый кубок России на призы губернатора Тюменской области», а день спустя, в гонке преследования выиграл золотую медаль[44][45].
- В апреле 2013 года на «Гонке чемпионов» в Москве он победил в масс-старте и занял 2-е место в смешанной эстафете (в паре с Анастасией Кузьминой)[46].
- В апреле 2014 года на «Гонке чемпионов» в Москве он занял 2-е место в масс-старте и победил в смешанной эстафете (в паре с Дарьей Домрачевой).
- 5 апреля 2015 года на «Гонке чемпионов» в Тюмени он победил в масс-старте и смешанной эстафете (в паре с Екатериной Юрловой).

### Достижения на Олимпийских играх
- 26 февраля 2010 года Антон Шипулин вместе с Иваном Черезовым, Максимом Чудовым, Евгением Устюговым стал бронзовым призёром Олимпийских игр в Ванкувере в эстафете 4x7,5 км. Эстафетная четвёрка России уступила в борьбе за «серебро» команде Австрии 0,2 сек.
- 8 февраля 2014 года занял четвёртое место в спринтерской гонке на Олимпиаде в Сочи, проиграв чемпиону Бьёрндалену всего 6,4 сек[47].
- 22 февраля 2014 года в составе российской мужской эстафетной команды вместе с Алексеем Волковым, Евгением Устюговым и Дмитрием Малышко, Антон Шипулин стал олимпийским чемпионом в эстафете 4x7,5 км. После того как Устюгова дисквалифицировали за употребление оксандролона и аннулировали его результаты в сезоне-2013/14[48], золота Сочи-2014 также лишились Шипулин, Малышко и Волков[49][50]. Устюгов подал апелляцию на свою дисквалификацию, её рассмотрение ожидается в марте 2022 года. Пока Устюгов и его партнёры по эстафетной команде официальное не лишены олимпийских наград.[источник не указан 1235 дней]

### Выступления на Кубке мира
Сезон 2008/09
- 10 января 2009 года дебютировал на этапе Кубка мира в Оберхофе в спринте и занял 72-е место.
- 28 марта в Ханты-Мансийске в гонке преследования заработал первые очки в общий зачёт Кубка мира.

Сезон 2009/10
- 19 декабря 2009 года впервые попал в «цветочную церемонию», показав пятое время в спринте на этапе Кубка мира в Поклюке.
- 17 января 2010 года одержал первую победу в эстафете. Вместе с И. Черезовым, М. Чудовым и Е. Устюговым первенствовал в эстафетной гонке на этапе Кубка мира в Рупольдинге.

Сезон 2010/11
- 20 января одержал первую индивидуальную победу в спринтерской гонке на этапе в Антерсельве[51].
- Первое попадание на подиум в гонке с общего старта: третье место.

Сезон 2011/12
- 15 января одержал победу в гонке преследования на этапе Кубка мира в Нове-Место-на-Мораве.
- 21 января занял второе место в масс-старте на этапе Кубка мира в Антерсельве.
- 18 марта занял третье место в масс-старте на этапе Кубка мира в Ханты-Мансийске.

Сезон 2012/13
- 2 декабря 2012 года занял третье место в гонке преследования на этапе Кубка мира в Остерсунде[52].
- 9 декабря занял третье место в эстафете в составе Андрея Маковеева,Евгения Устюгова и Дмитрия Малышко на этапе Кубка мира в Хохфильцине[53].
- 4 января 2013 года занял первое место в эстафете в составе Алексея Волкова, Евгения Гараничева и Дмитрия Малышко на этапе Кубка мира в Оберхофе[54].
- 18 января одержал победу в спринтерской гонке на этапе Кубка мира в Антерсельве, а на следующий день выиграл гонку преследования. 20 января 2013 года там же, в Антерсельве, занял второе место в эстафете в составе Евгения Устюгова, Евгения Гараничева и Дмитрия Малышко.
- 10 марта на этапе Кубка мира в Сочи занял первое место в эстафете в составе Александра Логинова, Дмитрия Малышко и Евгения Устюгова.

Выступления на чемпионате мира 2013 года
- На завершившемся чемпионате мира в чешском городе Нове-Место. Антон выступил вполне успешно, завоевав в итоге 2 медали: одну серебряную и одну бронзовую. Эти две медали Антона в итоге остались единственными выигранными нашей мужской сборной на этом чемпионате мира.

Сезон 2014/15
- 7 декабря 2014 года стал вторым в гонке преследования на первом этапе Кубка мира в Эстерсунде.
- 13 декабря одержал победу в эстафете в составе Максима Цветкова, Тимофея Лапшина и Дмитрия Малышко на этапе Кубка мира в Хохфильцене.
- 19 декабря стал победителем спринтерской гонки на этапе Кубка мира в Поклюке, а через день стал серебряным призёром в гонке преследования.
- 21 декабря после финиша вновь занял первое место в масс-старте на этапе Кубка мира также в Поклюке. После финиша французская сторона подала протест на Антона Шипулина. «По мнению французов, на последнем подъёме перед финишем россиянин действовал слишком агрессивно в борьбе с представителем этой страны Жаном Гийомом Беатриксом, в результате чего Беатрикс упал, а Фуркад о него споткнулся. Падение француза позволило Шипулину оторваться и выиграть гонку», — сообщило агентство «ТАСС»[55]. Однако IBU отклонил протест и Шипулин остался первым[56].
- 9 января 2015 года одержал победу в эстафете в составе Евгения Гараничева, Тимофея Лапшина и Дмитрия Малышко на этапе Кубка мира в Оберхофе.
- 11 января завоевал серебряную медаль в масс-старте на этапе Кубка мира в Оберхофе[57].
- 15 января завоевал бронзовую медаль в эстафете в составе Евгения Гараничева, Тимофея Лапшина и Алексея Волкова на этапе Кубка мира в Рупольдинге[58].
- 14 февраля завоевал бронзовую медаль в спринте на этапе Кубка мира в Хольменколлене[59].
- 15 февраля одержал победу в эстафете в составе Евгения Гараничева, Максима Цветкова, и Дмитрия Малышко на этапе Кубка мира также в Хольменколлене[60].
- 19 марта завоевал серебряную медаль в спринте на этапе Кубка мира в Ханты-Мансийске[61], а двумя днями позже 21 марта в гонке преследования выиграл бронзовую медаль[62].
- 22 марта завоевал серебряную медаль на этапе Кубка мира также в Ханты-Мансийске.
- По итогам сезона 2014/15 Антон занял второе место место в общем зачёте Кубка мира, и выиграл Малый хрустальный глобус по программе масс-стартов[63].

Выступления на чемпионате мира 2015 года
- На чемпионате мира в финском городе Контиолахти Антон завоевал серебро в гонке преследования[64].

Сезон 2016/17
- 13 января 2016 года занял третье место в индивидуальной гонке на этапе Кубка мира в Рупольдинге.
- 15 января 2016 года занял второе место в эстафете на этапе Кубка мира в Рупольдинге.
- 23 января 2016 года занял первое место в гонке преследования на этапе Кубка мира в Антерсельве.
- 24 января 2016 года занял первое место в эстафете на этапе Кубка мира в Антерсельве.
- 4 февраля 2016 года занял второе место в спринте на этапе Кубка мира в Кэнморе.
- 11 февраля 2016 года занял второе место в спринте на этапе Кубка мира в Преск-Айле.
- 11 февраля 2016 года занял третье место в гонке преследования на этапе Кубка мира в Преск-Айле.
- 9 декабря 2016 года занял третье место в спринте на этапе Кубка мира в Поклюке.
- 10 декабря 2016 года занял третье место в гонке преследования на этапе Кубка мира в Поклюке.
- 11 декабря 2016 года занял второе место в эстафете на этапе Кубка мира в Поклюке.
- 15 декабря 2016 года занял второе место в спринте на этапе Кубка мира в Нове-Место.
- 17 декабря 2016 года занял второе место в гонке преследования на этапе Кубка мира в Нове-Место.

### Другие соревнования
29 декабря 2012 года принял участие вместе с Екатериной Юрловой в шоу-гонке World Team Challenge. В первой части программы, масс-старте, российская команда заняла 1 место.
5 апреля 2014 года победил в Гонке чемпионов в паре с Дарьей Домрачевой.
5 апреля 2015 года победил в Гонке чемпионов в паре с Екатериной Юрловой.

## Сводная статистика в Кубке мира
| #  | Дата            | Место         | Вид            | Стрельба | Примечания |
| -- | --------------- | ------------- | -------------- | -------- | ---------- |
| 1  | 17 января 2010  | Рупольдинг    | Эстафета       | 0+0 0+0  | Кубок мира |
| 2  | 20 января 2011  | Антерсельва   | Спринт         | 0+0      | Кубок мира |
| 3  | 18 декабря 2011 | Хохфильцен    | Смеш. эстафета | 0+0 0+0  | Кубок мира |
| 4  | 15 января 2012  | Нове-Место    | Преслед.       | 0+0+1+0  | Кубок мира |
| 5  | 4 января 2013   | Оберхоф       | Эстафета       | 0+1 0+2  | Кубок мира |
| 6  | 18 января 2013  | Антерсельва   | Спринт         | 0+0      | Кубок мира |
| 7  | 19 января 2013  | Антерсельва   | Преслед.       | 0+1+1+0  | Кубок мира |
| 8  | 10 марта 2013   | Сочи          | Эстафета       | 0+1 0+1  | Кубок мира |
| 9  | 13 декабря 2013 | Анси          | Эстафета       | 0+0 0+0  | Кубок мира |
| 10 | 22 февраля 2014 | Сочи          | Эстафета       | 0+2 0+0  | ОИ         |
| 11 | 8 марта 2014    | Поклюка       | Преслед.       | 1+0+0+0  | Кубок мира |
| 12 | 13 декабря 2014 | Хохфильцен    | Эстафета       | 0+0 0+0  | Кубок мира |
| 13 | 19 декабря 2014 | Поклюка       | Спринт         | 0+0      | Кубок мира |
| 14 | 20 декабря 2014 | Поклюка       | Масс-старт     | 0+0+0+1  | Кубок мира |
| 15 | 8 января 2015   | Оберхоф       | Эстафета       | 0+0 0+1  | Кубок мира |
| 16 | 15 февраля 2015 | Хольменколлен | Эстафета       | 0+0 0+0  | Кубок мира |
| 17 | 13 декабря 2015 | Хохфильцен    | Эстафета       | 0+0 0+2  | Кубок мира |
| 18 | 23 января 2016  | Антерсельва   | Преслед.       | 0+1+1+0  | Кубок мира |
| 19 | 24 января 2016  | Антерсельва   | Эстафета       | 0+1 0+0  | Кубок мира |
| 20 | 20 января 2017  | Антерсельва   | Индивидуал.    | 0+0+1+0  | Кубок мира |
| 21 | 18 февраля 2017 | Хохфильцен    | Эстафета       | 0+0 0+1  | ЧМ         |
| 22 | 18 марта 2017   | Хольменколлен | Преслед.       | 0+0+1+0  | Кубок мира |
| 23 | 8 марта 2018    | Контиолахти   | Спринт         | 0+0      | Кубок мира |

| #  | Дата            | Место          | Вид        | Стрельба | Сек   | Победитель           | Примечания |
| -- | --------------- | -------------- | ---------- | -------- | ----- | -------------------- | ---------- |
| 1  | 11 марта 2011   | Ханты-Мансийск | Эстафета   | 0+1 0+1  | +13.4 | Норвегия             | ЧМ         |
| 2  | 11 декабря 2011 | Хохфильцен     | Эстафета   | 0+0 0+0  | +13.9 | Норвегия             | Кубок мира |
| 3  | 5 января 2012   | Оберхоф        | Эстафета   | 0+0 0+2  | +6.1  | Италия               | Кубок мира |
| 4  | 21 января 2012  | Антерсельва    | Масс-старт | 0+0+1+0  | +0.1  | Андреас Бирнбахер    | Кубок мира |
| 5  | 20 января 2013  | Антерсельва    | Эстафета   | 0+2 0+0  | +10.1 | Франция              | Кубок мира |
| 6  | 17 февраля 2013 | Нове-Место     | Масс-старт | 0+0+1+0  | +3.7  | Тарьей Бё            | ЧМ         |
| 7  | 5 марта 2014    | Поклюка        | Спринт     | 0+0      | +1.5  | Бьёрн Ферри          | Кубок мира |
| 8  | 7 декабря 2014  | Эстерсунд      | Преслед.   | 0+0+1+0  | +10.0 | Мартен Фуркад        | Кубок мира |
| 9  | 20 декабря 2014 | Поклюка        | Преслед.   | 0+1+1+0  | +17.8 | Эмиль Хегле Свендсен | Кубок мира |
| 10 | 11 января 2015  | Оберхоф        | Масс-старт | 1+1+1+1  | +13.1 | Мартен Фуркад        | Кубок мира |
| 11 | 8 марта 2015    | Контиолахти    | Преслед.   | 0+1+0+0  | +17.0 | Эрик Лессер          | ЧМ         |
| 12 | 19 марта 2015   | Ханты-Мансийск | Спринт     | 0+0      | +13.0 | Мартен Фуркад        | Кубок мира |
| 13 | 22 марта 2015   | Ханты-Мансийск | Масс-старт | 1+0+1+0  | +10.3 | Яков Фак             | Кубок мира |
| 14 | 15 января 2016  | Рупольдинг     | Эстафета   | 0+0 0+0  | +14.6 | Норвегия             | Кубок мира |
| 15 | 4 февраля 2016  | Кэнмор         | Спринт     | 0+0      | +15.7 | Мартен Фуркад        | Кубок мира |
| 16 | 11 февраля 2016 | Преск-Айл      | Спринт     | 0+0      | +27.9 | Йоханнес Тинес Бё    | Кубок мира |
| 17 | 11 декабря 2016 | Поклюка        | Эстафета   | 0+0 0+1  | +15.7 | Франция              | Кубок мира |
| 18 | 15 декабря 2016 | Нове-Место     | Спринт     | 0+0      | +1.6  | Мартен Фуркад        | Кубок мира |
| 19 | 17 декабря 2016 | Нове-Место     | Преслед.   | 0+0+1+1  | +30.2 | Мартен Фуркад        | Кубок мира |
| 20 | 11 января 2017  | Рупольдинг     | Эстафета   | 0+1 0+0  | +5.1  | Норвегия             | Кубок мира |
| 21 | 4 марта 2017    | Пчёнчхан       | Преслед.   | 0+0+0+0  | +34.5 | Мартен Фуркад        | Кубок мира |

| #  | Дата            | Место          | Вид            | Стрельба | Сек     | Победитель           | Примечания |
| -- | --------------- | -------------- | -------------- | -------- | ------- | -------------------- | ---------- |
| 1  | 26 февраля 2010 | Ванкувер       | Эстафета       | 0+0 0+0  | +38.8   | Норвегия             | ОИ         |
| 2  | 22 января 2011  | Антерсельва    | Масс-старт     | 1+1+0+0  | +17.6   | Мартен Фуркад        | Кубок мира |
| 3  | 4 марта 2012    | Рупольдинг     | Преслед.       | 1+0+0+0  | +22.1   | Мартен Фуркад        | ЧМ         |
| 4  | 18 марта 2012   | Ханты-Мансийск | Масс-старт     | 0+0+2+0  | +31.8   | Эмиль Хегле Свендсен | Кубок мира |
| 5  | 2 декабря 2012  | Эстерсунд      | Преслед.       | 0+0+1+0  | +3.3    | Мартен Фуркад        | Кубок мира |
| 6  | 9 декабря 2012  | Хохфильцен     | Эстафета       | 0+1 0+0  | +46.6   | Норвегия             | Кубок мира |
| 7  | 10 февраля 2013 | Нове-Место     | Преслед.       | 0+0+1+0  | +3.6    | Эмиль Хегле Свендсен | ЧМ         |
| 8  | 7 декабря 2013  | Хохфильцен     | Эстафета       | 0+1 0+2  | +21.1   | Норвегия             | Кубок мира |
| 9  | 15 декабря 2013 | Анси           | Преслед.       | 0+0+1+0  | +39.1   | Йоханнес Тинес Бё    | Кубок мира |
| 10 | 9 января 2014   | Рупольдинг     | Эстафета       | 0+2 0+0  | +14.9   | Австрия              | Кубок мира |
| 11 | 15 января 2015  | Рупольдинг     | Эстафета       | 0+1 0+1  | +8.4    | Норвегия             | Кубок мира |
| 12 | 14 февраля 2015 | Хольменколлен  | Спринт         | 0+0      | +15.4   | Арнд Пайффер         | Кубок мира |
| 13 | 21 марта 2015   | Ханты-Мансийск | Преслед.       | 1+1+0+2  | +35.7   | Натан Смит           | Кубок мира |
| 14 | 12 декабря 2015 | Хохфильцен     | Преслед.       | 0+0+2+0  | +19.1   | Мартен Фуркад        | Кубок мира |
| 15 | 19 декабря 2015 | Поклюка        | Преслед.       | 0+1+1+0  | +23.4   | Симон Шемп           | Кубок мира |
| 16 | 13 января 2016  | Рупольдинг     | Индивидуал.    | 0+0+1+0  | +28.9   | Мартен Фуркад        | Кубок мира |
| 17 | 12 февраля 2016 | Преск-Айл      | Преслед.       | 1+0+0+1  | +1.11.9 | Мартен Фуркад        | Кубок мира |
| 18 | 9 декабря 2016  | Поклюка        | Спринт         | 0+0      | +15.0   | Мартен Фуркад        | Кубок мира |
| 19 | 10 декабря 2016 | Поклюка        | Преслед.       | 0+0+0+1  | +6.2    | Мартен Фуркад        | Кубок мира |
| 20 | 22 января 2017  | Антерсельва    | Масс-старт     | 1+0+0+0  | +21.7   | Йоханнес Тинес Бё    | Кубок мира |
| 21 | 9 февраля 2017  | Хохфильцен     | Смеш. эстафета | 0+0 0+0  | +3.2    | Германия             | ЧМ         |
| 22 | 17 марта 2017   | Хольменколлен  | Спринт         | 0+0      | +21.3   | Йоханнес Тинес Бё    | Кубок мира |
| 23 | 16 декабря 2017 | Анси           | Преслед.       | 0+0+0+1  | +1.10.5 | Йоханнес Тинес Бё    | Кубок мира |
| 24 | 12 января 2018  | Рупольдинг     | Эстафета       | 0+0 0+1  | +53.4   | Норвегия             | Кубок мира |
| 25 | 20 января 2018  | Антерсельва    | Преслед.       | 1+0+0+0  | +1.18.4 | Йоханнес Тинес Бё    | Кубок мира |
| 26 | 11 марта 2018   | Контиолахти    | Масс-старт     | 0+1+0+0  | +19.3   | Юлиан Эберхард       | Кубок мира |

### Итоговое положение в зачёте индивидуальных дисциплин
| Дисциплина             | 2008/2009 | 2009/2010 | 2010/2011 | 2011/2012 | 2012/2013 | 2013/2014 | 2014/2015 | 2015/2016 | 2016/2017 |
| ---------------------- | --------- | --------- | --------- | --------- | --------- | --------- | --------- | --------- | --------- |
| Индивидуальная гонка   | — (0)     | 36 (39)   | 20 (71)   | 26 (40)   | 26 (40)   | 34 (21)   | 16 (61)   | 4 (100)   | 2 (126)   |
| Спринт                 | — (0)     | 19 (162)  | 21 (157)  | 17 (201)  | 14 (211)  | 7 (232)   | 2 (370)   | 5 (251)   | 6 (248)   |
| Преследование          | 70 (12)   | 23 (84)   | 21 (110)  | 9(224)    | 3 (247)   | 4 (234)   | 2 (305)   | 2 (300)   | 2 (392)   |
| Масс-старт             | — (0)     | 22 (89)   | 22 (79)   | 5 (172)   | 15 (120)  | 22 (57)   | 1 (242)   | 3 (155)   | 3 (170)   |
|                        |           |           |           |           |           |           |           |           |           |
| Общий зачёт Кубка мира | 93 (12)   | 23 (374)  | 19 (417)  | 8 (637)   | 9 (618)   | 9 (544)   | 2 (978)   | 3 (806)   | 2 (918)   |

### Статистика стрельбы
| Сезон          | 2008/2009 | 2009/2010 | 2010/2011 | 2011/2012 | 2012/2013 | 2013/2014 | 2014/2015 | 2015/2016 | 2016/2017 |
| -------------- | --------- | --------- | --------- | --------- | --------- | --------- | --------- | --------- | --------- |
| Положение лёжа | 81,48 %   | 84,71 %   | 85 %      | 90 %      | —         | 87 %      | 86 %      | 87 %      | 90 %      |
| Положение стоя | 85,19 %   | 90,17 %   | 84 %      | 87 %      | —         | 87 %      | 90 %      | 87 %      | 86 %      |
| Общая точность | 83,33 %   | 87,46 %   | 85,4 %    | 89,4 %    | 85,7 %    | 87 %      | 88 %      | 87 %      | 88 %      |

- По данным за сезон 2009/2010, стал лучшим стрелком в сборной России[65].

## Результаты выступлений в Кубке мира
| 2017/2018 Итоги | 2017/2018 Итоги | Эстерсунд | Эстерсунд | Эстерсунд | Эстерсунд | Эстерсунд | Хохфильцен | Хохфильцен | Хохфильцен | Анси | Анси | Анси | Оберхоф | Оберхоф | Оберхоф | Рупольдинг | Рупольдинг | Рупольдинг | Антхольц | Антхольц | Антхольц | ОИ Пхёнчхан | ОИ Пхёнчхан | ОИ Пхёнчхан | ОИ Пхёнчхан | ОИ Пхёнчхан | ОИ Пхёнчхан | Контиолахти | Контиолахти | Контиолахти | Контиолахти | Хольменколлен | Хольменколлен | Хольменколлен | Тюмень | Тюмень | Тюмень |
| Очков           | Место           | Сусм      | См        | Инд       | Спр       | Пр        | Спр        | Пр         | Эст        | Спр  | Пр   | МС   | Спр     | Пр      | Эст     | Инд        | Эст        | МС         | Спр      | Пр       | МС       | Спр         | Пр          | Инд         | МС          | См          | Эст         | Спр         | Сусм        | См          | МС          | Спр           | Пр            | Эст           | Спр    | Пр     | МС     |
| 697             | 3               | —         | 6         | 15        | 25        | 8         | 9          | 9          | 8          | 6    | 3    | 4    | 28      | 12      | 4       | 54         | 3          | 15         | 4        | 3        | 9        | —           | —           | —           | —           | —           | —           | 1           | 5           | —           | 3           | 18            | 7             | 3             | 10     | 14     | 16     |

| 2016/2017 Итоги | 2016/2017 Итоги | Эстерсунд | Эстерсунд | Эстерсунд | Эстерсунд | Эстерсунд | Поклюка | Поклюка | Поклюка | Нове-Место | Нове-Место | Нове-Место | Оберхоф | Оберхоф | Оберхоф | Рупольдинг | Рупольдинг | Рупольдинг | Антхольц | Антхольц | Антхольц | ЧМ Хохфильцен | ЧМ Хохфильцен | ЧМ Хохфильцен | ЧМ Хохфильцен | ЧМ Хохфильцен | ЧМ Хохфильцен | Пхёнчхан | Пхёнчхан | Пхёнчхан | Контиолахти | Контиолахти | Контиолахти | Контиолахти | Хольменколлен | Хольменколлен | Хольменколлен |
| Очков           | Место           | Сусм      | См        | Инд       | Спр       | Пр        | Спр     | Пр      | Эст     | Спр        | Пр         | МС         | Спр     | Пр      | МС      | Эст        | Спр        | Пр         | Инд      | Эст      | МС       | См            | Спр           | Пр            | Инд           | Эст           | МС            | Спр      | Пр       | Эст      | Спр         | Пр          | Сусм        | См          | Спр           | Пр            | МС            |
| 943             | 2               | —         | 4         | 11        | 28        | 8         | 3       | 3       | 2       | 2          | 2          | 12         | 24      | 16      | 14      | 2          | 23         | 4          | 1        | —        | 3        | 3             | 21            | 4             | 7             | 1             | 4             | 23       | 2        | 4        | 29          | 10          | —           | —           | 3             | 1             | 11            |

| 2015/2016 Итоги | 2015/2016 Итоги | Эстерсунд | Эстерсунд | Эстерсунд | Эстерсунд | Эстерсунд | Хохфильцен | Хохфильцен | Хохфильцен | Поклюка | Поклюка | Поклюка | Рупольдинг | Рупольдинг | Рупольдинг | Рупольдинг | Рупольдинг | Рупольдинг | Антхольц | Антхольц | Антхольц | Канмор | Канмор | Канмор | Канмор | Преск-Айл | Преск-Айл | Преск-Айл | ЧМ Хольменколлен | ЧМ Хольменколлен | ЧМ Хольменколлен | ЧМ Хольменколлен | ЧМ Хольменколлен | ЧМ Хольменколлен | Ханты-Мансийск | Ханты-Мансийск | Ханты-Мансийск |
| Очков           | Место           | Сусм      | См        | Инд       | Спр       | Пр        | Спр        | Пр         | Эст        | Спр     | Пр      | МС      | Спр        | Пр         | МС         | Инд        | Эст        | МС         | Спр      | Пр       | Эст      | Спр    | МС     | Сусм   | См     | Спр       | Пр        | Эст       | См               | Спр              | Пр               | Инд              | Эст              | МС               | Спр            | Пр             | МС             |
| 806             | 3               | 5         | —         | 16        | 32        | 15        | 4          | 3          | 1          | 6       | 3       | 11      | 28         | 24         | 15         | 3          | 2          | 4          | 5        | 1        | 1        | 2      | 17     | —      | —      | 2         | 3         | —         | 7                | 45               | 9                | 14               | 6                | 9                | 45             | 20             | отм            |

| 2014/2015 Итоги | 2014/2015 Итоги | Эстерсунд | Эстерсунд | Эстерсунд | Эстерсунд | Хохфильцен | Хохфильцен | Хохфильцен | Поклюка | Поклюка | Поклюка | Оберхоф | Оберхоф | Оберхоф | Рупольдинг | Рупольдинг | Рупольдинг | Антхольц | Антхольц | Антхольц | Нове-Место | Нове-Место | Нове-Место | Нове-Место | Хольменколлен | Хольменколлен | Хольменколлен | ЧМ Контиолахти | ЧМ Контиолахти | ЧМ Контиолахти | ЧМ Контиолахти | ЧМ Контиолахти | ЧМ Контиолахти | Ханты-Мансийск | Ханты-Мансийск | Ханты-Мансийск |
| Очков           | Место           | См        | Инд       | Спр       | Пр        | Спр        | Эст        | Пр         | Спр     | Пр      | МС      | Эст     | Спр     | МС      | Эст        | Спр        | МС         | Спр      | Пр       | Эст      | Сусм       | См         | Спр        | Пр         | Инд           | Спр           | Эст           | См             | Спр            | Пр             | Инд            | Эст            | МС             | Спр            | Пр             | МС             |
| 978             | 2               | —         | 59        | 6         | 2         | 11         | 1          | 5          | 1       | 2       | 1       | 1       | 43      | 2       | 3          | 4          | 6          | 7        | 13       | —        | —          | 4          | 6          | 14         | 7             | 3             | 1             | 10             | 18             | 2              | 16             | 4              | 7              | 2              | 3              | 2              |

| 2013/2014 Итоги | 2013/2014 Итоги | Эстерсунд | Эстерсунд | Эстерсунд | Эстерсунд | Хохфильцен | Хохфильцен | Хохфильцен | Анси | Анси | Анси | Оберхоф | Оберхоф | Оберхоф | Рупольдинг | Рупольдинг | Рупольдинг | Антхольц | Антхольц | Антхольц | Зимние Олимпийские Игры (*) | Зимние Олимпийские Игры (*) | Зимние Олимпийские Игры (*) | Зимние Олимпийские Игры (*) | Зимние Олимпийские Игры (*) | Зимние Олимпийские Игры (*) | Поклюка | Поклюка | Поклюка | Контиолахти | Контиолахти | Контиолахти | Хольменколлен | Хольменколлен | Хольменколлен |
| Очков           | Место           | См        | Инд       | Спр       | Пр        | Спр        | Эст        | Пр         | Эст  | Спр  | Пр   | Спр     | Пр      | МС      | Эст        | Инд        | Пр         | Спр      | Пр       | Эст      | Спр                         | Пр                          | Инд                         | МС                          | См                          | Эст                         | Спр     | Пр      | МС      | Спр         | Спр         | Пр          | Спр           | Пр            | МС            |
| 544             | 8               | 6         | —         | 21        | —         | 14         | 3          | 17         | 1    | 10   | 3    | 13      | 7       | 12      | 3          | 20         | 26         | 14       | DNS      | —        | 4                           | 14                          | —                           | 11                          | 4                           | 1                           | 2       | 1       | —       | 12          | 33          | 15          | 33            | 16            | 13            |

| 2012/2013 Итоги | 2012/2013 Итоги | Эстерсунд | Эстерсунд | Эстерсунд | Эстерсунд | Хохфильцен | Хохфильцен | Хохфильцен | Поклюка | Поклюка | Поклюка | Оберхоф | Оберхоф | Оберхоф | Рупольдинг | Рупольдинг | Рупольдинг | Антхольц | Антхольц | Антхольц | ЧМ Нове-Место | ЧМ Нове-Место | ЧМ Нове-Место | ЧМ Нове-Место | ЧМ Нове-Место | ЧМ Нове-Место | Хольменколлен | Хольменколлен | Хольменколлен | Сочи | Сочи | Сочи | Ханты-Мансийск | Ханты-Мансийск | Ханты-Мансийск |
| Очков           | Место           | См        | Инд       | Спр       | Пр        | Спр        | Пр         | Эст        | Спр     | Пр      | МС      | Эст     | Спр     | Пр      | Эст        | Спр        | МС         | Спр      | Пр       | Эст      | См            | Спр           | Пр            | Инд           | Эст           | МС            | Спр           | Пр            | МС            | Инд  | Спр  | Эст  | Спр            | Пр             | МС             |
| 618             | 9               | —         | 9         | 23        | 3         | 17         | 6          | 3          | 81      | —       | 22      | 1       | 13      | 11      | 5          | 19         | 28         | 1        | 1        | 2        | 6             | 7             | 3             | 33            | 4             | 2             | —             | —             | —             | DNS  | 31   | 1    | 28             | 18             | 8              |

| 2011/2012 Итоги | 2011/2012 Итоги | Эстерсунд | Эстерсунд | Эстерсунд | Хохфильцен | Хохфильцен | Хохфильцен | Хохфильцен | Хохфильцен | Хохфильцен | Оберхоф | Оберхоф | Оберхоф | Нове-Место | Нове-Место | Нове-Место | Антхольц | Антхольц | Антхольц | Хольменколлен | Хольменколлен | Хольменколлен | Контиолахти | Контиолахти | Контиолахти | ЧМ Рупольдинг | ЧМ Рупольдинг | ЧМ Рупольдинг | ЧМ Рупольдинг | ЧМ Рупольдинг | ЧМ Рупольдинг | Ханты-Мансийск | Ханты-Мансийск | Ханты-Мансийск |
| Очков           | Место           | Инд       | Спр       | Пр        | Спр        | Пр         | Эст        | Спр        | Пр         | См         | Эст     | Спр     | МС      | Инд        | Спр        | Пр         | Спр      | МС       | Эст      | Спр           | Пр            | МС            | Спр         | Пр          | См          | См            | Спр           | Пр            | Инд           | Эст           | МС            | Спр            | Пр             | МС             |
| 637             | 8               | 30        | 30        | 23        | 15         | 7          | 2          | 65         | —          | 1          | 2       | 27      | 9       | 12         | 4          | 1          | 8        | 2        | —        | —             | —             | 15            | 10          | 8           | 4           | 5             | 13            | 3             | —             | 6             | 29            | 27             | 13             | 3              |

| 2010/2011 Итоги | 2010/2011 Итоги | Эстерсунд | Эстерсунд | Эстерсунд | Хохфильцен | Хохфильцен | Хохфильцен | Поклюка | Поклюка | Поклюка | Оберхоф | Оберхоф | Оберхоф | Рупольдинг | Рупольдинг | Рупольдинг | Антхольц | Антхольц | Антхольц | Преск-Айл | Преск-Айл | Преск-Айл | Форт-Кент | Форт-Кент | Форт-Кент | ЧМ Ханты-Мансийск | ЧМ Ханты-Мансийск | ЧМ Ханты-Мансийск | ЧМ Ханты-Мансийск | ЧМ Ханты-Мансийск | ЧМ Ханты-Мансийск | Хольменколлен | Хольменколлен | Хольменколлен |
| Очков           | Место           | Инд       | Спр       | Пр        | Спр        | Пр         | Эст        | Инд     | Спр     | См      | Эст     | Спр     | МС      | Инд        | Спр        | Пр         | Спр      | МС       | Эст      | Спр       | См        | Пр        | Спр       | Пр        | МС        | См                | Спр               | Пр                | Инд               | Эст               | МС                | Спр           | Пр            | МС            |
| 417             | 19              | 19        | 8         | 6         | 13         | 20         | 13         | 19      | 56      | 4       | 14      | 21      | 27      | 14         | DNF        | —          | 1        | 3        | 4        | —         | —         | —         | —         | —         | —         | —                 | 37                | 21                | —                 | 2                 | —                 | 30            | 10            | 24            |

| 2009/2010 Итоги | 2009/2010 Итоги | Эстерсунд | Эстерсунд | Эстерсунд | Хохфильцен | Хохфильцен | Хохфильцен | Поклюка | Поклюка | Поклюка | Оберхоф | Оберхоф | Оберхоф | Рупольдинг | Рупольдинг | Рупольдинг | Антхольц | Антхольц | Антхольц | ОИ Ванкувер | ОИ Ванкувер | ОИ Ванкувер | ОИ Ванкувер | ОИ Ванкувер | Контиолахти | Контиолахти | Контиолахти | Хольменколлен | Хольменколлен | Хольменколлен | Ханты-Мансийск | Ханты-Мансийск | Ханты-Мансийск |
| Очков           | Место           | Инд       | Спр       | Эст       | Спр        | Пр         | Эст        | Инд     | Спр     | Пр      | Эст     | Спр     | МС      | Спр        | МС         | Эст        | Инд      | Спр      | Пр       | Спр         | Пр          | Инд         | МС          | Эст         | См          | Спр         | Пр          | Спр           | Пр            | МС            | Спр            | МС             | См             |
| 374             | 23              | 22        | 41        | —         | 44         | 30         | —          | 26      | 5       | 25      | 5       | 6       | 13      | 11         | 12         | 1          | DNS      | 4        | 7        | 30          | 20          | 36          | 22          | 3           | —           | 74          | —           | —             | —             | 28            | —              | —              | —              |

| 2008/2009 Итоги | 2008/2009 Итоги | Эстерсунд | Эстерсунд | Эстерсунд | Хохфильцен | Хохфильцен | Хохфильцен | Хохфильцен | Хохфильцен | Хохфильцен | Оберхоф | Оберхоф | Оберхоф | Рупольдинг | Рупольдинг | Рупольдинг | Антхольц | Антхольц | Антхольц | ЧМ Пхёнчхан | ЧМ Пхёнчхан | ЧМ Пхёнчхан | ЧМ Пхёнчхан | ЧМ Пхёнчхан | ЧМ Пхёнчхан | Уистлер | Уистлер | Уистлер | Тронхейм | Тронхейм | Тронхейм | Ханты-Мансийск | Ханты-Мансийск | Ханты-Мансийск |
| Очков           | Место           | Инд       | Спр       | Пр        | Спр        | Пр         | Эст        | Спр        | Инд        | Эст        | Эст     | Спр     | МС      | Эст        | Спр        | Пр         | Спр      | Пр       | МС       | Спр         | Пр          | Инд         | См          | МС          | Эст         | Инд     | Спр     | Эст     | Спр      | Пр       | МС       | Спр            | Пр             | МС             |
| 12              | 93              | —         | —         | —         | —          | —          | —          | —          | —          | —          | —       | 72      | —       | —          | 72         | —          | —        | —        | —        | —           | —           | —           | —           | —           | —           | —       | —       | —       | 76       | —        | —        | 50             | 29             | —              |

## Награды и спортивные звания
- Значок «Отличник физической культуры и спорта» (15 января 2025)[67][68]
- Орден Дружбы (24 февраля 2014) — за большой вклад в развитие физической культуры и спорта, высокие спортивные достижения на XXII Олимпийских зимних играх 2014 года в городе Сочи[69]
- Медаль ордена «За заслуги перед Отечеством» II степени (5 марта 2010) — за большой вклад в развитие физической культуры и спорта, высокие спортивные достижения на Играх XXI Олимпиады 2010 года в Ванкувере[70]
- Заслуженный мастер спорта России (2010)[71]

### Экипировка
- Винтовка — Anschütz
- Лыжи — Fischer
- Лыжные палки — Leki
- Перчатки — Adidas
- Очки — Adidas
- Костюм — Adidas

## Факты
20 июня 2018 года Антон Шипулин заявил, что восхищён игрой форварда сборной России по футболу Артёма Дзюбы и готов подарить ему лыжи.